# Cronologia da temporada de furacões no Atlântico de 2008
Abaixo está a cronologia da temporada de furacões no Atlântico de 2008, documentando todas as formações de tempestade, incluindo as transformações (fortalecimento, enfraquecimento, dissipação, transição para extratropical). Também é documentado aqui o momento em que uma tempestade atinge terras emersas. A temporada de furacões no Atlântico de 2008 oficialmente começou em 1 de Junho de 2008 e terminou em 30 de Novembro, embora a Tempestade tropical Arthur tenha se formado ligeiramente antes do começo oficial da temporada, em 31 de maio. Para conveniência e claridade, na lista abaixo, todas as vezes que uma tempestade atingir terras emersas, será destacado aqui em negrito.
O gráfico abaixo indica de forma clara a intensidade e a duração de cada tempestade em relação à temporada.

## Maio
31 de Maio

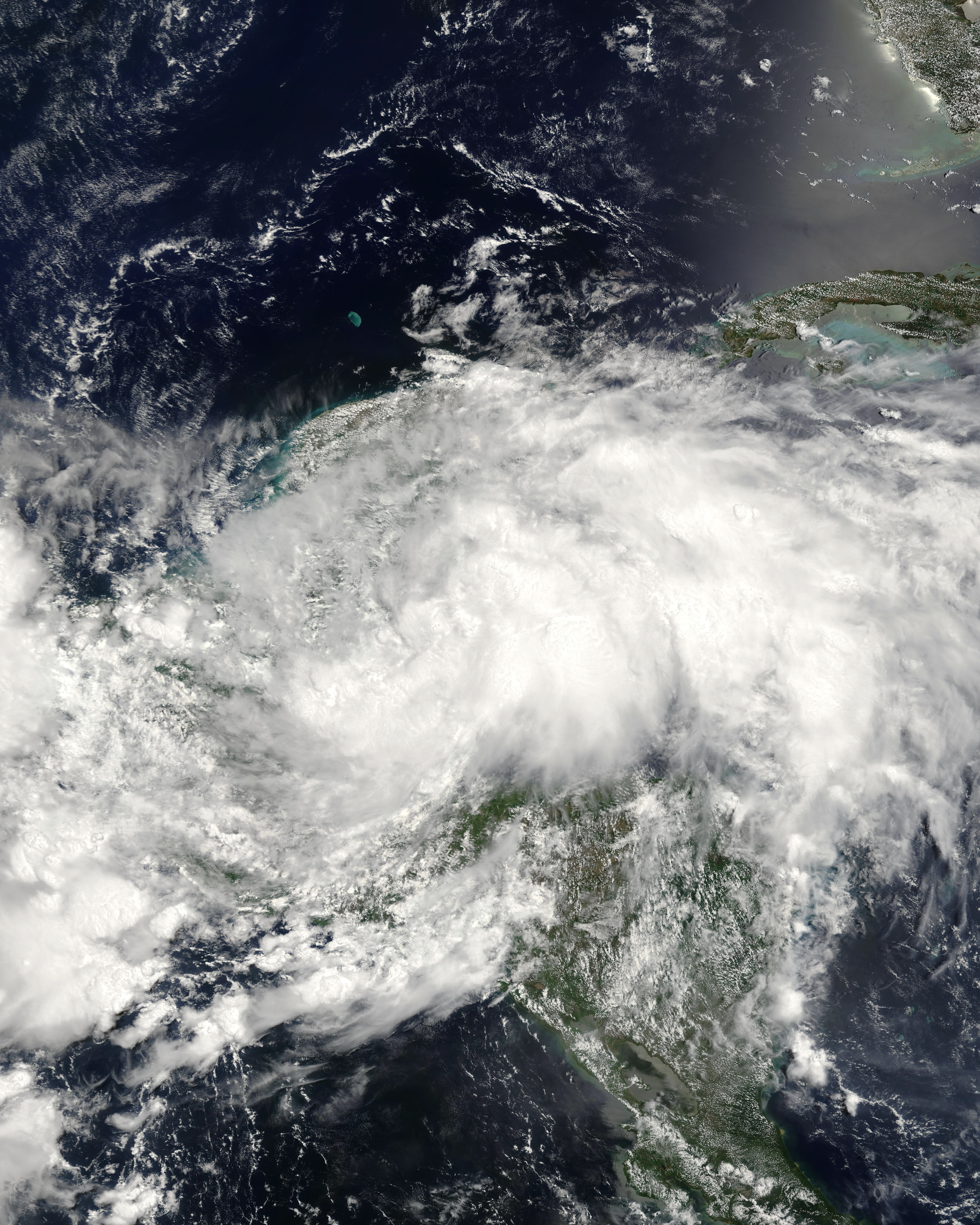
A tempestade tropical Arthur pouco depois de atingir a costa de Belize

- 17:00 (UTC): A tempestade tropical Arthur forma-se a 75 km a norte-noroeste de Belize City, Belize e faz landfall na costa de Belize com ventos máximos sustentados de 65 km/h.[1]

## Junho
1 de Junho
- 04:00 (UTC): A temporada de furacões no Atlântico começa oficialmente.
- 15:00 (UTC): A tempestade tropical Arthur enfraquece-se para uma depressão tropical a cerca de 200 km ao sul de Campeche, México.[2]

2 de Junho
- 03:00 (UTC): O NHC emite seu aviso final sobre a depressão tropical Arthur a cerca de 150 km a sul-sudeste de Ciudad del Carmen, México.[3]

## Julho
3 de Julho

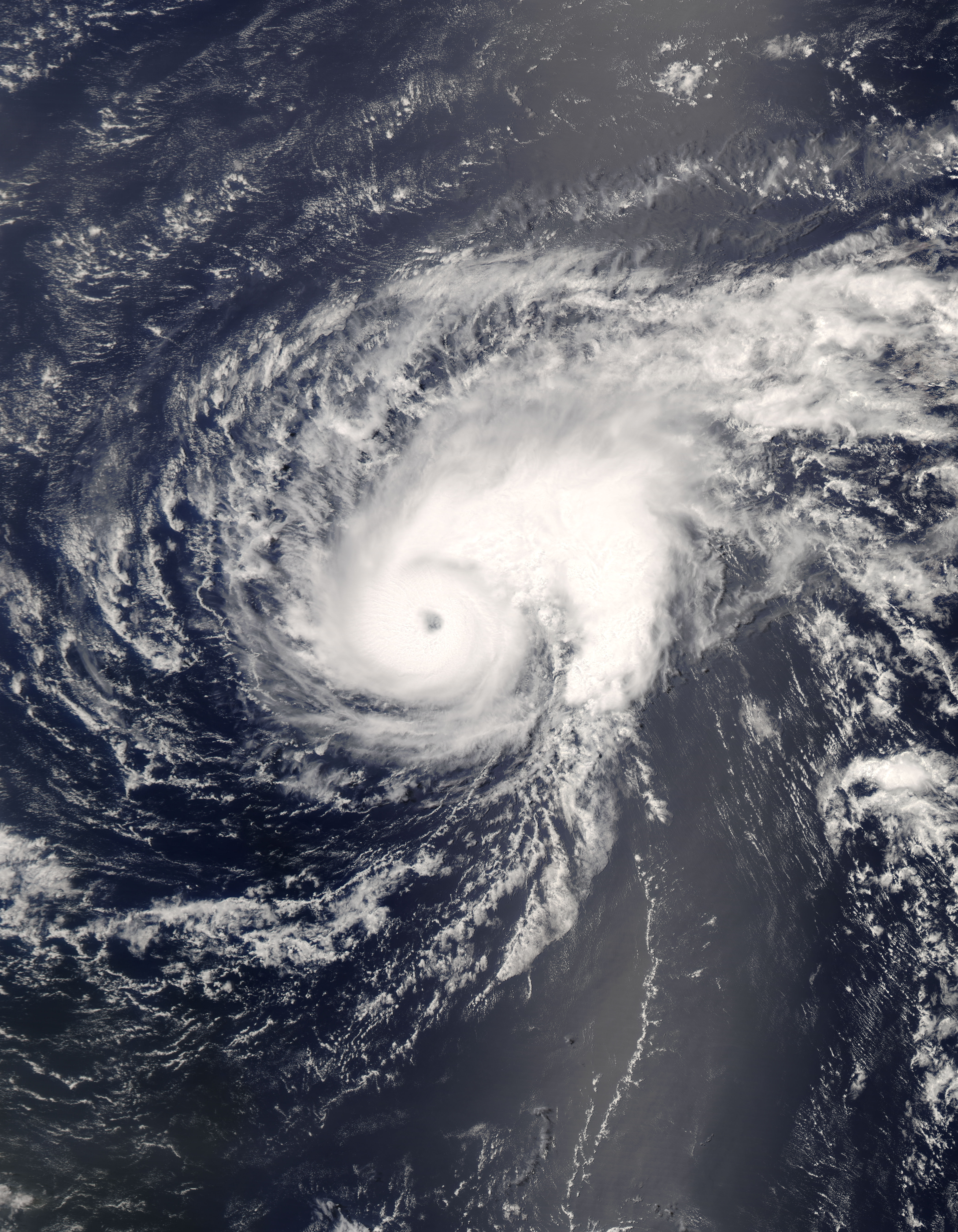
O furacão Bertha perto de seu pico de intensidade a nordeste das Pequenas Antilhas

- 09:00 (UTC): Forma-se, a cerca de 275 km a sul-sudeste de Praia, Cabo Verde, a depressão tropical Dois.[4]
- 15:00 (UTC): A depressão tropical Dois torna-se a tempestade tropical Bertha a cerca de 220 km a sul-sudoeste de Praia, Cabo Verde.[5]

7 de Julho
- 09:00 (UTC): A tempestade tropical Bertha fortalece-se para o furacão Bertha a cerca de 1.255 km a leste-nordeste de Saint John's, Antígua e Barbuda.[6]
- 21:00 (UTC): O furacão Bertha fortalece-se para um furacão maior de categoria 3 a cerca de 1.080 km a leste-nordeste de Saint John's, Antígua e Barbuda.[7]

8 de Julho
- 15:00 (UTC): O furacão Bertha enfraquece-se para um furacão de categoria 2 a cerca de 1.065 km a nordeste de Saint John's, Antígua e Barbuda.[8]
- 21:00 (UTC): O furacão Bertha enfraquece-se para um furacão de categoria 1 a cerca de 965 km a nordeste de Saint John's, Antígua e Barbuda.[9]

9 de Julho
- 21:00 (UTC): O furacão Bertha volta a se fortalecer para um furacão de categoria 2 a cerca de  935 km a norte-nordeste de Saint John's, Antígua e Barbuda.[10]

10 de Julho
- 15:00 (UTC): O furacão Bertha enfraquece-se para um furacão de categoria 1 a cerca de 785 km a sudeste de Bermudas.[11]

13 de Julho
- 12:00 (UTC): O furacão Bertha enfraquece-se para uma tempestade tropical a cerca de 355 km a sudeste de Bermudas.[12]

18 de Julho
- 21:00 (UTC): A tempestade tropical Bertha volta a se fortalecer para o furacão Bertha a cerca de 1.035 km de Cape Race, Canadá.[13]

19 de Julho
- 03:00 (UTC): Forma-se, a cerca de 105 km a sul-sudeste de Charleston, Estados Unidos, a depressão tropical Três.[14]

- 18:00 (UTC): A depressão tropical Três-E torna-se a tempestade tropical Cristobal a cerca de 160 km a leste de Charleston, Estados Unidos.[15]

20 de Julho
- 03:00 (UTC): O furacão Bertha enfraquece-se para a tempestade tropical Bertha a cerca de 875 km a leste de Cape Race, Canadá.[16]

- 15:00 (UTC): O NHC emite seu último aviso sobre a tempestade tropical Bertha assim que o sistema tornou-se um ciclone extratropical a cerca de 1.365 km a leste-nordeste de Cape Race, Canadá.[17]

- 15:45 (UTC): Forma-se, a cerca de 365 km a sudeste de Cozumel, México, a tempestade tropical Dolly.[18]

21 de Julho
- 06:00 (UTC): A tempestade tropical Dolly faz landfall na Península de Iucatã com ventos máximos sustentados de 85 km/h.[19]

22 de Julho
- 21:00 (UTC): A tempestade tropical Dolly fortalece-se para o furacão Dolly a cerca de 265 km a leste-sudeste de Brownsville, Estados Unidos.[20]

23 de Julho
- 09:00 (UTC): A tempestade tropical Cristobal torna-se um ciclone extratropical a cerca de 610 km a leste de Halifax, Canadá, e o NHC emite seu aviso final sobre o sistema.[21]
- 15:00 (UTC): O furacão Dolly torna-se um furacão de categoria 2 a cerca de 50 km a leste-nordeste de Brownsville, Estados Unidos.[22]
- 18:00 (UTC): O furacão Dolly faz landfall em South Padre Island, Texas, EUA, com ventos máximos sustentados de 160 km/h e se enfraquece para um furacão de categoria 1.[23]

24 de Julho
- 03:00 (UTC): O furacão Dolly enfraquece-se para a tempestade tropical Dolly a cerca de 90 km a noroeste de Brownsville, Estados Unidos.[24]
- 18:00 (UTC): A tempestade tropical Dolly enfraquece-se para uma depressão tropical a cerca de 55 km a sul de Eagle Pass, Estados Unidos e o NHC emite seu aviso final sobre o sistema.[25]

## Agosto
3 de Agosto

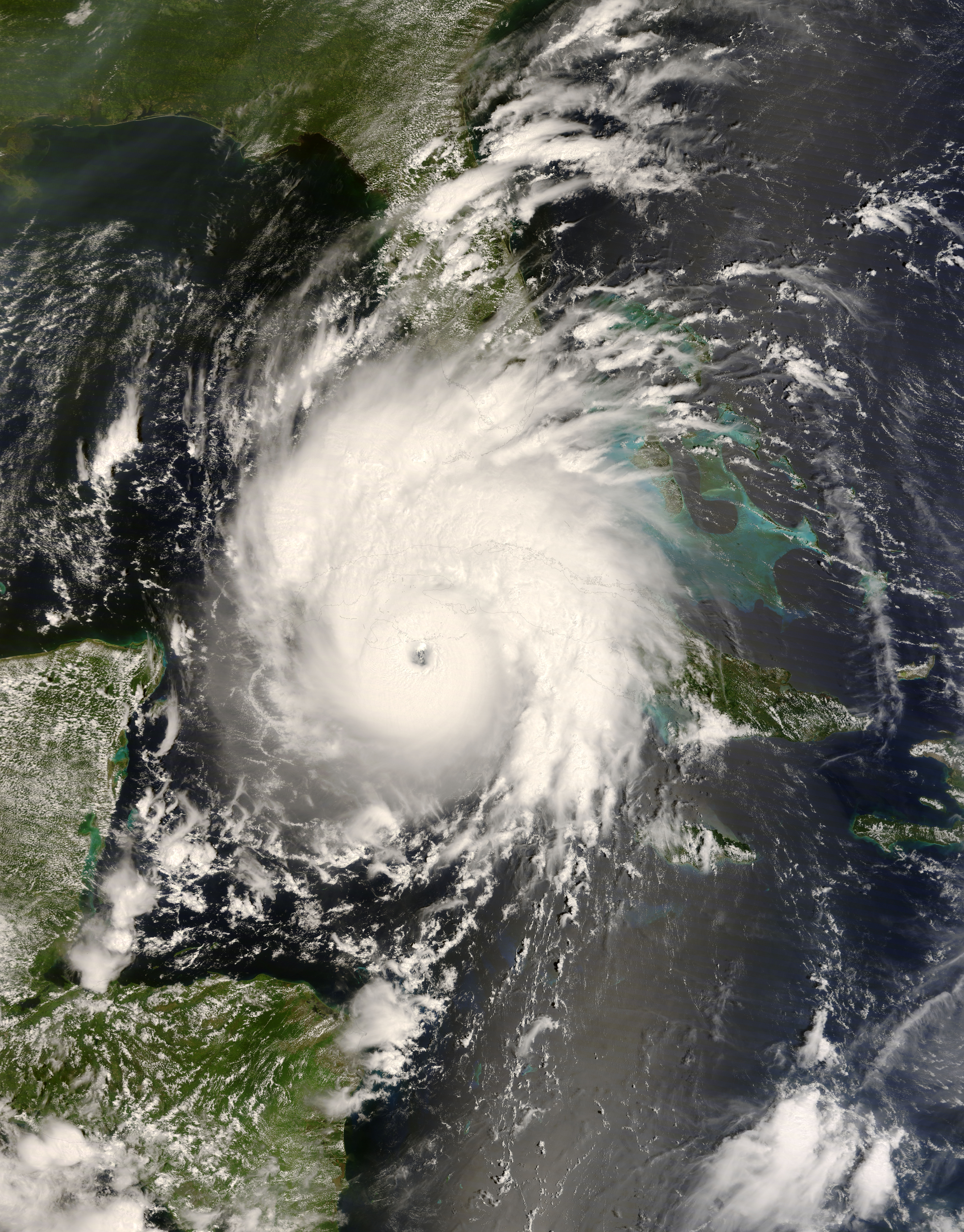
O furacão Gustav perto de seu pico de intensidade pouco antes de atingir o oeste de Cuba

- 21:00 (UTC): Forma-se, a cerca de 140 km a sudeste da foz do rio Mississippi, Estados Unidos, a depressão tropical Cinco-L.[26]
- 22:00 (UTC): A depressão tropical Cinco-L fortalece-se para a tempestade tropical Edouard a cerca de 155 km a sudeste da foz do Rio Mississippi, Estados Unidos.[27]

5 de Agosto
- 12:00 (UTC): A tempestade tropical Edouard faz landfall perto de Port Arthur, Texas, com ventos máximos sustentados de 100 km/h.[28]
- 21:00 (UTC): A tempestade tropical Edouard enfraquece-se para uma depressão tropical a cerca de 60 km a nordeste de Houston, Estados Unidos, e o NHC emite seu aviso final sobre o sistema.[29]

16 de Agosto
- 21:00 (UTC): Forma-se, a cerca de 55 km a leste de Santo Domingo, República Dominicana, a tempestade tropical Fay, pouco depois do sistema ter feito landfall na República Dominicana.[30]

18 de Agosto
- 09:00 (UTC): A tempestade tropical Fay faz seu segundo landfall na costa da província cubana de Matanzas com ventos máximos sustentados de 85 km/h.[31]
- 21:00 (UTC): A tempestade tropical Fay faz seu terceiro landfall em Key West, Florida Keys, com ventos máximos sustentados de 95 km/h.[32]

19 de Agosto
- 09:00 (UTC): A tempestade tropical Fay faz se quarto landfall perto de Cabo Romano, Flórida, com ventos máximos sustentados de 95 km/h.[33]

21 de Agosto
- 18:30 (UTC): A tempestade tropical Fay faz seu quinto landfall perto de Flagler Beach, Flórida, com ventos máximos sustentados de 95 km/h.[34]

23 de Agosto
- 06:00 (UTC): A tempestade tropical Fay faz seu sexto landfall perto de Carabelle, Flórida, com ventos máximos sustentados de 75 km/h.[35]

24 de Agosto
- 03:00 (UTC): A tempestade tropical Fay enfraquece-se para a depressão tropical Fay a cerca de 45 km a norte-nordeste de Pensacola, Flórida, e o NHC transfere a responsabilidade de monitoramento do sistema para o Centro de Previsões Hidrometeorológicas (HPC) por emitir seu aviso final sobre o sistema.[36]

25 de Agosto
- 15:00 (UTC): Forma-se, a cerca de 415 km a sudeste de Porto Príncipe, Haiti, a depressão tropical Sete.[37]
- 18:00 (UTC): A depressão tropical Sete torna-se a tempestade tropical Gustav a cerca de 365 km a sul-sudeste de Porto Príncipe, Haiti.[38]

26 de Agosto
- 06:20 (UTC): A tempestade tropical Gustav torna-se o furacão Gustav.[39]
- 09:00 (UTC): A depressão tropical Fay degenera-se numa área de baixa pressão remanescente sobre o estado do Alabama, Estados Unidos
- 17:00 (UTC): O furacão Gustav faz seu primeiro landfall a cerca de 16 km a oeste de Jacmel, Haiti, com ventos máximos sustentados de 150 km/h.[40]

27 de Agosto
- 03:00 (UTC): O furacão Gustav enfraquece-se para a tempestade tropical Gustav a cerca de 135 km a oeste de Porto Príncipe, Haiti.[41]

28 de Agosto
- 09:00 (UTC): Forma-se, a cerca de 515 km a nordeste de Saint John's, Antígua e Barbuda, a depressão tropical Oito[42]
- 15:00 (UTC): A depressão tropical Oito torna-se a tempestade tropical Hanna a cerca de 470 km a nordeste de Saint John's, Antígua e Barbuda.[43]
- 18:00 (UTC): A tempestade tropical Gustav faz seu segundo landfall na costa da Jamaica, perto de Kingston, com ventos máximos sustentados de 110 km/h.[44]

29 de Agosto
- 19:15 (UTC): A tempestade tropical Gustav volta a ser o furacão Gustav a leste de Grand Cayman.[45]

30 de Agosto
- 06:10 (UTC): O furacão Gustav torna-se um furacão de categoria 2 a meio caminho entre as Ilhas Cayman e a Isla de la Juventud, Cuba.[46]
- 10:00 (UTC): O furacão Gustav torna-se um furacão 'maior' de categoria 3 a leste-sudeste da Ilha de La Juventud, Cuba.[47]
- 17:20 (UTC): O furacão Gustav torna-se um furacão de categoria 4 ao largo da costa leste da Isla de la Juventud, Cuba.
- 19:00 (UTC): O furacão Gustav faz landfall na Isla de la Juventud, Cuba, com ventos máximos sustentados de 230 km/h.[48]
- 23:00 (UTC): O furacão Gustav faz landfall perto de Guasimal, Cuba, com ventos máximos sustentados de 240 km/h.[49]

31 de Agosto
- 09:00 (UTC): O furacão Gustav enfraquece-se para um furacão de categoria 3 a 680 km a sudoeste da foz do rio Mississippi, Estados Unidos.[50]

## Setembro
1 de Setembro

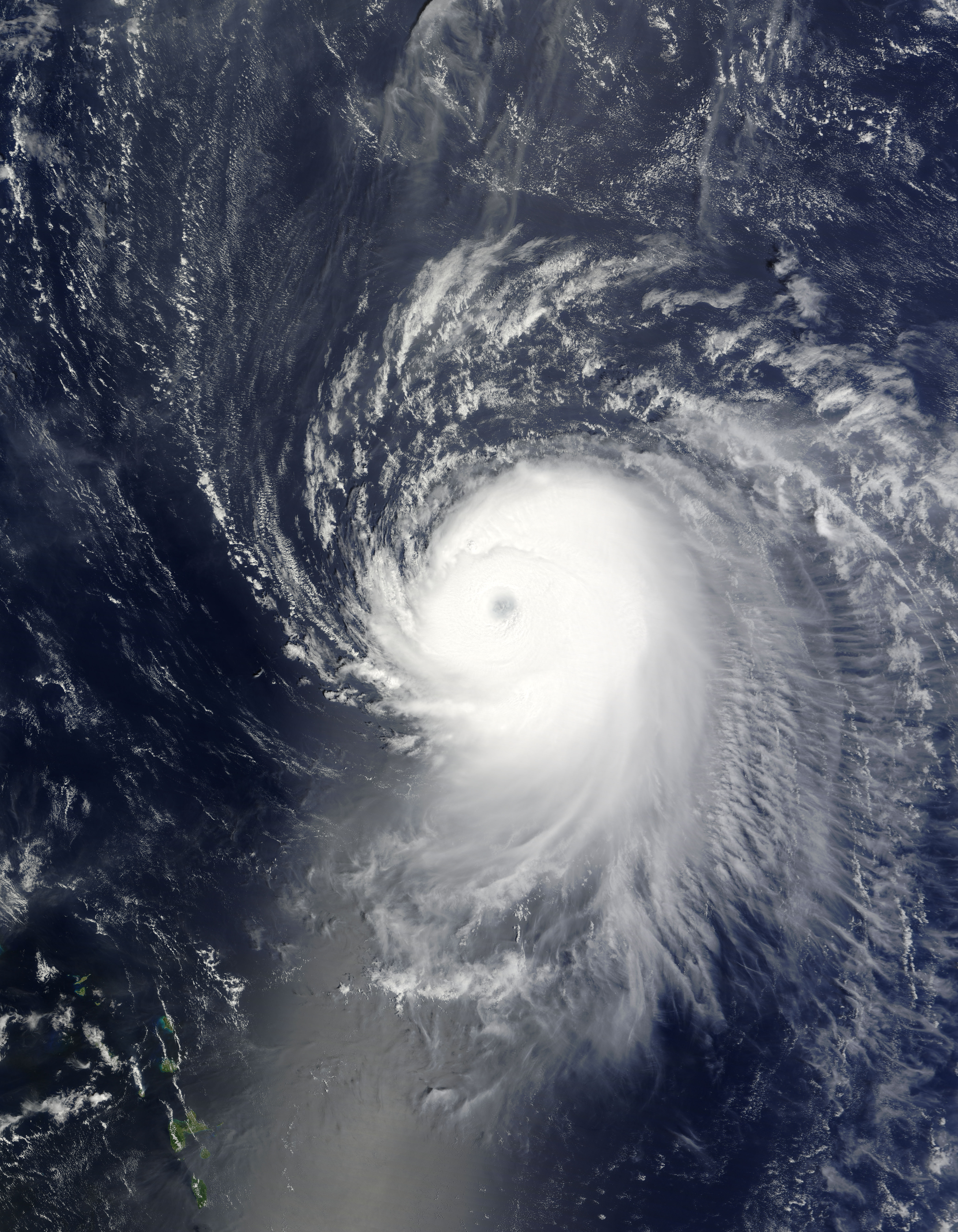
O furacão Ike ao norte das Pequenas Antilhas

- 13:00 (UTC): O furacão Gustav enfraquece-se para um furacão de categoria 2 a 210 km a sudeste de Lafayette, Luisiana, EUA.[51]
- 14:30 (UTC): O furacão Gustav faz seu quinto landfall perto de Cocodrie, Luisiana, EUA, com ventos máximos de 175 km/h.[52]
- 15:00 (UTC): Forma-se, a cerca de 2.375 km a leste de Saint John's, Antígua e Barbuda, a depressão tropical Nove.[53]
- 17:30 (UTC): A tempestade tropical Hanna torna-se o furacão Hanna próximo à ilha de Mayaguana, Bahamas.[54]
- 19:00 (UTC): O furacão Gustav enfraquece-se para um furacão de categoria 1 logo a nordeste de Franklin, Luisiana, EUA.[55]
- 21:00 (UTC): A depressão tropical Nove torna-se a tempestade tropical Ike a cerca de 2.250 km a leste de Saint John's, Antígua e Barbuda.[56]

2 de Setembro
- 03:00 (UTC): O furacão Gustav enfraquece-se para uma tempestade tropical a cerca de 30 km a sudoeste de Alexandria, Luisiana, EUA.[57]
- 09:00 (UTC): A tempestade tropical Gustav enfraquece-se para uma depressão tropical a cerca de 215 km a noroeste de Lafayette, Luisiana, EUA, e a responsabilidade de monitoração do sistema passa para o Centro de Previsões Hidrometeorológicas (HPC) assim que o NHC emite seu aviso final sobre o sistema.[58]

 : Forma-se, a cerca de 270 km a sul-sudeste da ilha Brava, Cabo Verde, a depressão tropical Dez.
- 12:00 (UTC): O furacão Hanna enfraquece-se para a tempestade tropical Hanna próximo à Grande Inagua, Bahamas.[60]
- 15:00 (UTC): A depressão tropical Dez torna-se a tempestade tropical Josephine a cerca de 205 km a sul-sudoeste da ilha Brava, Cabo Verde.[61]

3 de Setembro
- 21:00 (UTC): A tempestade tropical Ike torna-se o furacão Ike a cerca de 1.085 km a nordeste de Saint John's, Antígua e Barbuda.[62]

4 de Setembro
- 00:00 (UTC): O furacão Ike torna-se um furacão 'maior' de categoria 3 a cerca de 1.040 km a nordeste de Saint John's, Antígua e Barbuda.[63]
- 03:00 (UTC): O furacão Ike torna-se um furacão de categoria 4 a cerca de de 985 km a nordeste de Saint John's, Antígua e Barbuda.[64]
- 15:00 (UTC): A depressão tropical Gustav torna-se um ciclone extratropical a cerca de 65 km a leste-sudeste de Springfield, Missouri, EUA.

5 de Setembro
- 09:00 (UTC): O furacão Ike enfraquece-se para um furacão de categoria 3 a cerca de 740 km a norte de Saint John's, Antígua e Barbuda.[65]

6 de Setembro
- 03:00 (UTC): A tempestade tropical Josephine enfraquece-se para uma depressão tropical a cerca de 1.260 km a oeste da ilha de Santo Antão, Cabo Verde.[66]
- 07:20 (UTC): A tempestade tropical Hanna faz landfall na costa leste dos Estados Unidos da América, na divisa dos estados da Carolina do Sul e da Carolina do Norte, com ventos de até 110 km/h.[67]
- 09:00 (UTC): A depressão tropical Josephine degenera-se numa área de baixa pressão remanescente a cerca de 1.380 km a oeste da ilha de Santo Antão, Cabo Verde, e o NHC emite seu aviso final sobre o sistema.[68]
- 15:00 (UTC): O furacão Ike enfraquece-se para um furacão de categoria 2 a cerca de 240 km a leste de Grand Turk, Turks e Caicos.[69]
- 18:00 (UTC): O furacão Ike volta a ser um furacão de categoria 3 a cerca de 215 km a leste de Grand Turk, Turks e Caicos.[70]
- 21:00 (UTC): O furacão Ike volta a ser um furacão de categoria 4 a cerca de 140 km a leste de Grand Turk, Turks e Caicos.[71]

7 de Setembro
- 09:00 (UTC): A tempestade tropical Hanna torna-se um ciclone extratropical a cerca de 100 km a norte de Chatham, Massachusetts, EUA, e o NHC emite seu aviso final sobre o sistema.[72]
- 21:00 (UTC): O furacão Ike enfraquece-se para um furacão de categoria 3 a cerca de 120 km a norte-nordeste de Guantánamo, Cuba.[73]

8 de Setembro
- 01:50 (UTC): O furacão Ike faz landfall no leste de Cuba, perto de Punto de Sama, com ventos máximos sustentados de 205 km/h.[74]
- 09:00 (UTC): O furacão Ike enfraquece-se para um furacão de categoria 2 a cerca de 65 km a leste-sudeste de Camagüey, Cuba.[75]
- 21:00 (UTC): O furacão Ike enfraquece-se para um furacão de categoria 1 a cerca de 70 km a sudeste de Cienfuegos, Cuba.[76]

9 de Setembro
- 15:00 (UTC): O furacão Ike faz seu segundo landfall perto de Guacimal, Cuba, com ventos máximos sustentados de 130 km/h.[77]

10 de Setembro
- 18:00 (UTC): O furacão Ike volta a ser um furacão de categoria 2 a cerca de 640 km a sul-sudeste da foz do rio Mississippi, Estados Unidos.[78]

13 de Setembro
- 07:10 (UTC): O furacão Ike atinge a costa do Texas, Estados Unidos, em Galveston, com ventos máximos sustentados de 175 km/h.[79]
- 13:00 (UTC): O furacão Ike enfraquece-se para um furacão de categoria 1 próximo a Conroe, Texas.[80]
- 21:00 (UTC): O furacão Ike enfraquece-se para a tmpestade tropical Ike sobre Tyler, Texas.[81]

14 de Setembro
- 09:00 (UTC): A tempestade tropical Ike enfraquece-se para a depressão tropical Ike perto de Bull Shoals, Arkansas, Estados Unidos, e o NHC emite seu aviso final sobre o sistema.[82]

25 de Setembro
- 21:00 (UTC): Forma-se, a cerca de 1.035 km a sul-sudoeste das Bermudas, a tempestade tropical Kyle.[83]

27 de Setembro
- 21:00 (UTC): A tempestade tropical Kyle fortalece-se para o furacão Kyle a cerca de 505 km a oeste-noroeste das Bermudas.[84]

29 de Setembro
- 00:00 (UTC): O furacão Kyle faz landfall na costa da província canadense da Nova Escócia, perto de Yarmouth, com ventos de até 120 km/h.[85]
- 03:00 (UTC): O furacão Kyle enfraquece-se para uma tempestade tropical e se torna extratropical a cerca de 60 km ao sul de Saint John, Canadá, e o NHC emite seu aviso final sobre o sistema.[86]

29 de Setembro
- 09:00 (UTC): Forma-se, a cerca de 1.635 km a oeste da ilha do Faial, Açores, a tempestade subtropical Laura.[87]

30 de Setembro
- 15:00 (UTC): A tempestade subtropical Laura ganha características tropicais e se torna a tempestade tropical Laura a cerca de 700 km a sul-sudeste do Cabo Race, Canadá.[88]

## Ouutbro
1 de Outubro

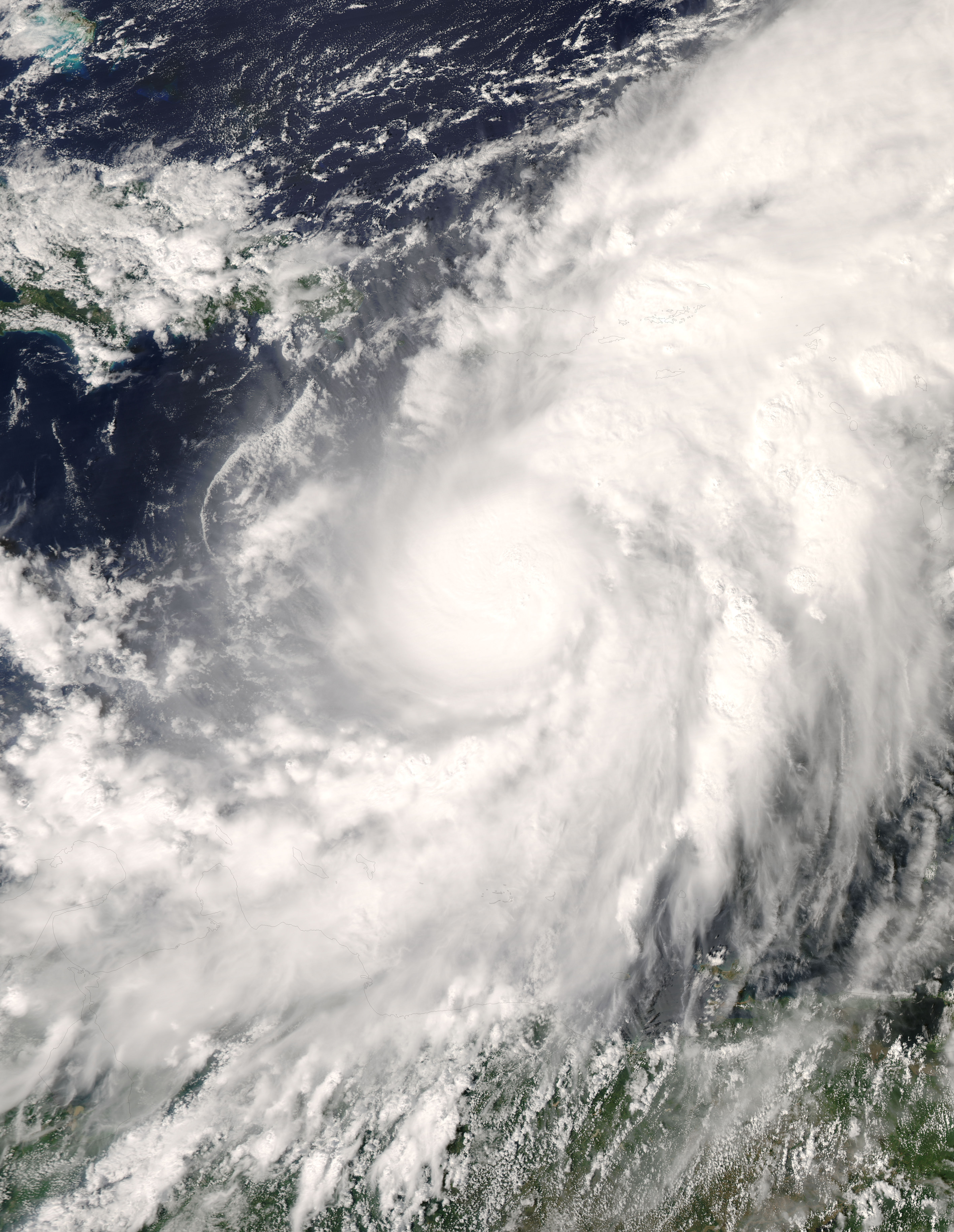
O furacão Omar sobre o leste do mar do Caribe

- 15:00 (UTC): A tempestade tropical laura começou a ganhar características extratropicais e o NHC emitiu seu aviso final sobre o sistema.[89]

6 de Outubro
- 15:00 (UTC): Forma-se, a cerca de 220 km a leste de Veracruz, México, a depressão tropical Treze.[90]
- 21:00 (UTC): A depressão tropical Treze fortalece-se para a tempestade tropical Marco a cerca de 160 km a leste-nordeste de Veracruz, México.[91]

7 de Outubro
- 15:00 (UTC): A tempestade tropical Marco faz landfall na costa do golfo do México, a cerca de 90 km a norte-nordeste de Veracruz, com ventos de até 100 km/h.[92]
- 21:00 (UTC): A tempestade tropical marco enfraquece-se para uma depressão tropical a cerca de 120 km a noroeste de Veracruz, México.[93]

8 de Outubro
- 03:00 (UTC): O NHC emite seu aviso final sobre a depressão tropical Marco assim que o sistema se dissipava sobre as montanhas do México central a cerca de 100 km a sul de Tuxpan, México.[94]

12 de Outubro
- 21:00 (UTC): Forma-se, a cerca de 1.485 km a oeste do Cabo Verde, a tempestade tropical Nana.[95]

13 de Outubro
- 15:00 (UTC): A tempestade tropical Nana se enfraquece para uma depressão tropical a cerca de 1.685 km a oeste do Cabo Verde.[96]
- 15:00 (UTC): Forma-se, a cerca de 285 km a norte-nordeste de Curaçao, Antilhas Neerlandesas, a depressão tropical Quinze.[97]

14 de Outubro
- 09:00 (UTC): A depressão tropical Nana degenera-se para uma área de baixa pressão remanescente a cerca de 2.065 km a oeste do Cabo Verde.[98]
- 15:00 (UTC): A depressão tropical Quinze fortalece-se para a tempestade tropical Omar a cerca de 200 km ao norte de Curaçao, Antilhas Neerlandesas.[99]
- 15:00 (UTC): Forma-se, a cerca de 70 km a norte-nordeste do cabo Gracias a Dios, fronteira Honduras/Nicarágua, a depressão tropical Dezesseis.[100]

15 de Outubro
- 03:00 (UTC): A tempestade tropical Omar fortalece-se para o furacão Omar a cerca de 505 km a sul-sudoeste de San Juan, Porto Rico.[101]
- 15:00 (UTC): A depressão tropical Dezesseis faz landfall perto de Limón, Honduras, com ventos de até 55 km/h.[102]

16 de Outubro
- 00:00 (UTC): O furacão Omar intensifica-se para um furacão de categoria 2 a cerca de 130 km a sul-sudoeste de Saint Croix, Ilhas Virgens Americanas.[103]
- 03:00 (UTC): O furacão Omar torna-se um furacão "maior" de categoria 4 a cerca de 45 km a sudeste de Saint Croix, Ilhas Virgens Americanas.[104]
- 03:00 (UTC): A depressão tropical Dezesseis degenera-se para uma área de baixa pressão remanescente sobre as Honduras e o NHC emite seu aviso final sobre o sistema.[105]
- 15:00 (UTC): O furacão Omar enfraquece-se para um furacão de categoria 1 a cerca de 290 km a nordeste do norte das ilhas de Barlavento das Pequenas Antilhas.[106]

17 de Outubro
- 03:00 (UTC): O furacão Omar enfraquece-se para uma tempestade tropical a cerca de 1.150 km a sudeste das Bermudas.[107]
- 21:00 (UTC): A tempestade tropical Omar volta a se fortalecer para o furacão Omar a cerca de 1.065 km a leste das Bermudas.[108]

18 de Outubro
- 03:00 (UTC): O furacão Omar se enfraquece para uma tempestade tropical a cerca de 1.135 km a leste das Bermudas.[109]
- 15:00 (UTC): A tempestade tropical Omar se degenera para uma área de baixa pressão remanescente a cerca de 1.320 km a leste das Bermudas e o NHC emite seu aviso final sobre o sistema.[110]

## Novembro
5 de Novembro

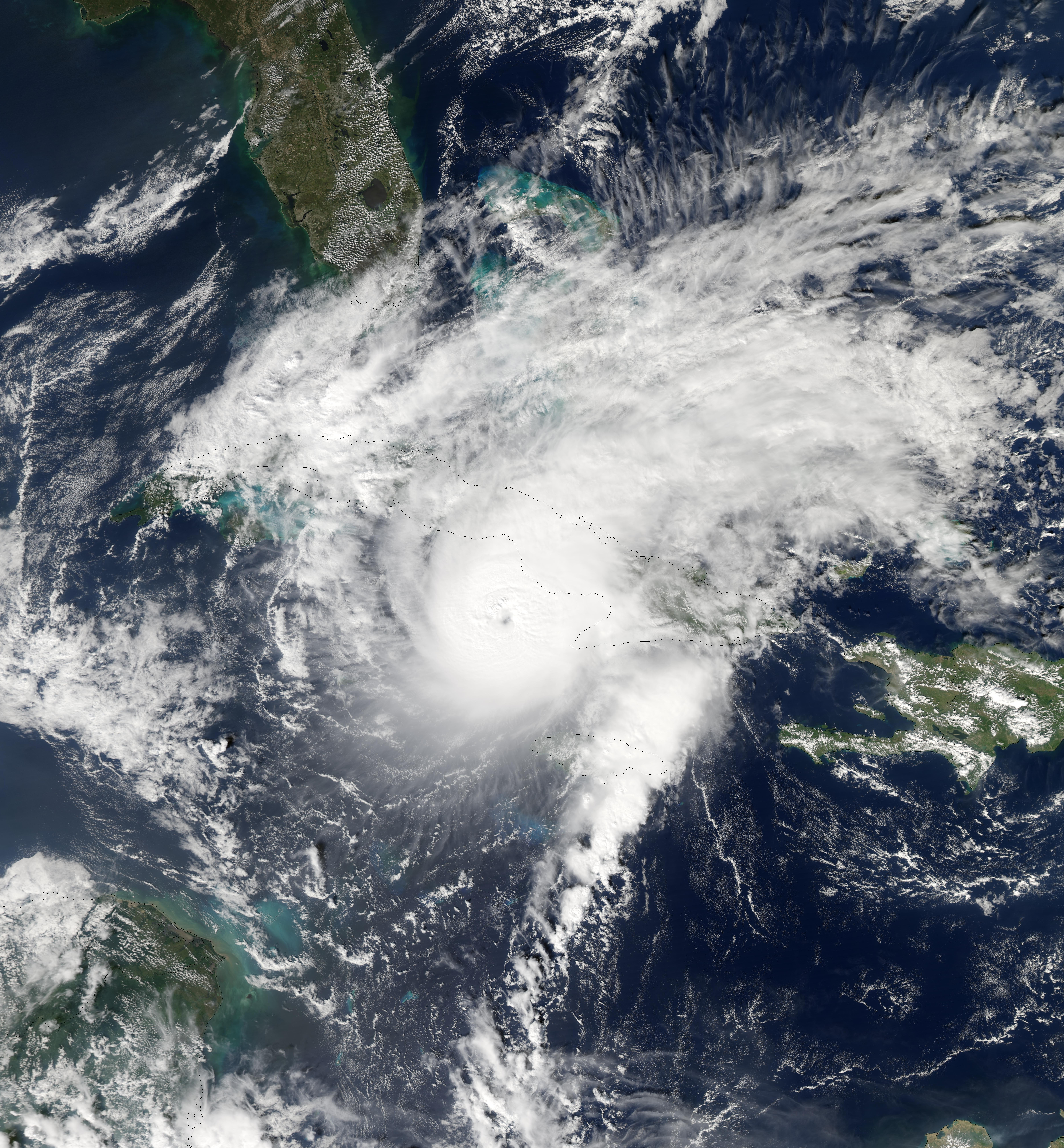
O furacão Paloma perto de seu pico de intensidade pouco antes de atingir a costa de Cuba

- 21:00 (UTC): Forma-se, a cerca de 185 km a sudeste do cabo Gracias a Dios, fronteira Honduras/Nicarágua, a depressão tropical Dezessete-E.[111]

6 de Novembro
- 09:00 (UTC): A depressão tropical Dezessete torna-se a tempestade tropical Paloma a cerca de 110 km a leste do cabo Gracias a Dios, fronteira Honduras/Nicarágua.[112]

7 de Novembro
- 00:00 (UTC): A tempestade tropical Paloma se torna o furacão Paloma a cerca de 270 km ao sul de Grand Cayman, Ilhas Cayman.[113]
- 21:00 (UTC): O furacão Paloma se intensifica para um furacão de categoria 2 a cerca de 70 km ao sul de Grand Cayman, ilhas Cayman.[114]

8 de Novembro
- 00:00 (UTC): O furacão Paloma se torna um furacão "maior" de categoria 3 a cerca de 50 km ao sul de Grand Cayman, ilhas Cayman.[115]
- 10:08 (UTC): O furacão Paloma se intensifica para um furacão de Categoria 4.[116]
- 23:20 (UTC): O furacão Paloma se enfraquece para um furacão de categoria 3 assim que fez landfall na costa da província cubana de Camagüey, perto de Santa Cruz del Sur.[117]

9 de Novembro
- 06:00 (UTC): O furacão Paloma se enfraquece para um furacão de categoria 2 a cerca de 45 km a sudeste de Camagüey, Cuba.[118]
- 09:00 (UTC): O furacão Paloma se enfraquece para um furacão de categoria 1 a cerca de 45 km a leste-sudeste de Camagüey, Cuba.[119]
- 12:00 (UTC): O furacão Paloma se enfraquece para uma tempestade tropical perto de Camagüey, Cuba.[120]
- 21:00 (UTC): A tempestade tropical Paloma se enfraquece para uma depressão tropical a cerca de 25 km a sul-sudoeste de Camagüey, Cuba.[121]

10 de Novembro
- 03:00 (UTC): A depressão tropical Paloma se degenera para uma área de baixa pressão remanescente a cerca de 70 km ao norte de Camagüey, Cuba, e o NHC emite seu aviso final sobre o sistema.[122]

30 de Novembro
- 00:00 (UTC): A temporada de furacões no Atlântico termina oficialmente.